# Giovanni Lurani

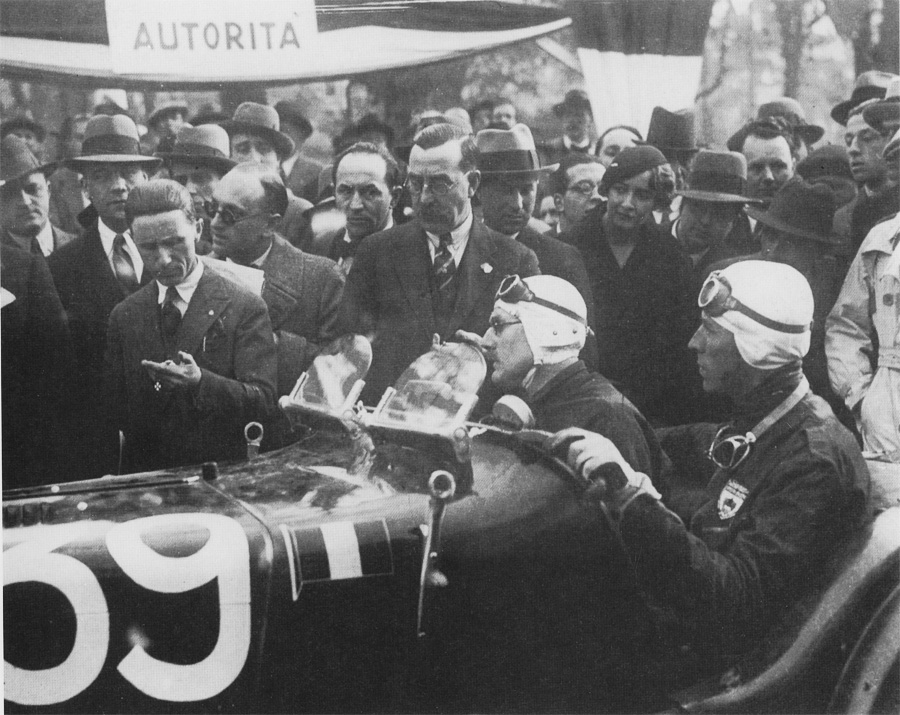
Giovanni Lurani (am Steuer) mit George Eyston in einem MG Magnette bei der Mille Miglia 1933

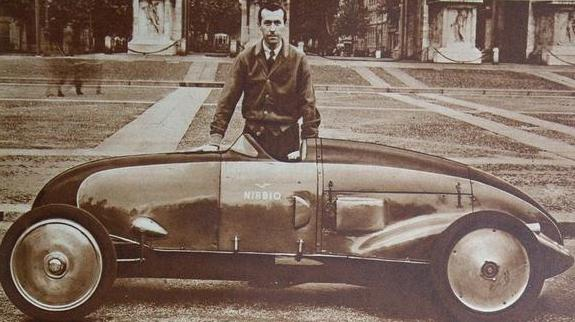
Giovanni Lurani vor dem Nibbio 1

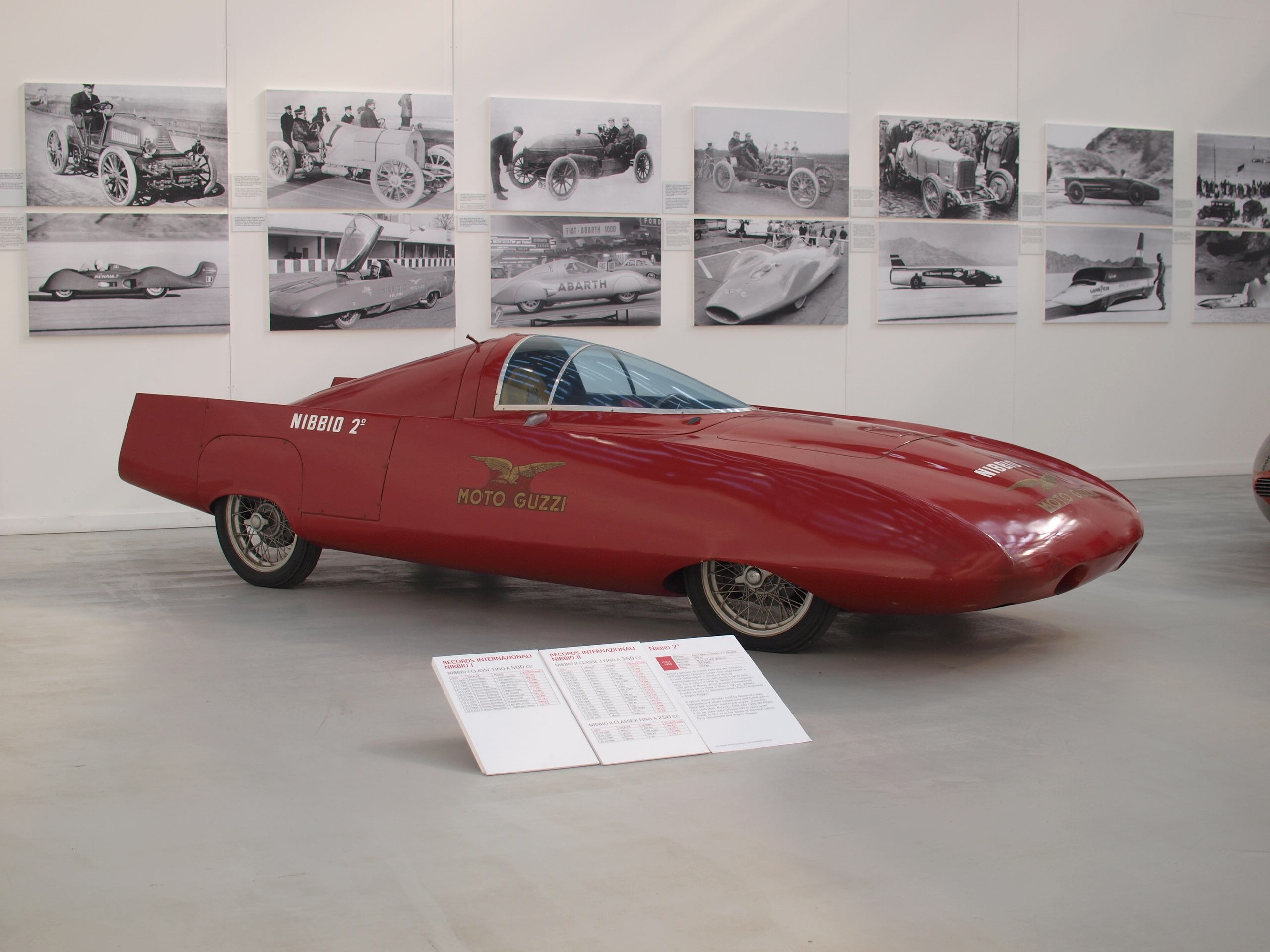
Der von Giovanni Lurani designte Nibbio 2

Giovanni „Johnny“ Lurani Cernuschi, VIII Conte di Calvenzano (* 19. Dezember 1905 in Cernusco Lombardone; † 17. Januar 1995 in Mailand) war ein italienischer Automobildesigner, Journalist, Rennstallbesitzer, Motorsportfunktionär und Autorennfahrer.

## Automobildesigner
Giovanni Lurani, der Sohn des Musikwissenschafters Francesco Lurani, studierte in den 1920er-Jahren am Polytechnikum Mailand Maschinenbau. Nach dem Studium machte er Karriere als Automobildesigner. Er arbeitete unter anderen bei Salmson, Derby, Maserati und Alfa Romeo. In den 1950er-Jahren entwickelte er die Nibbio-Rekordwagen, mit denen er selbst einige Automobilrekorde aufstellte.

## Karriere als Rennfahrer
Mit dem Rennsport begann Lurani Ende der 1920er-Jahre. Durch seine Arbeit als Designer hatte er Zugang zu sportlichen Fahrzeugen der jeweiligen Arbeitgeber. Während seiner Zeit im Vereinigten Königreich fuhr er ab 1925 Clubrennen, erst mit Salmson-Rennwagen, dann mit Derbys. 1930 wurde er auf einem Alfa Romeo 6C 1500 Fünfter beim 24-Stunden-Rennen von Brooklands und Dritter bei der Coppa Castelli. 1932 gab er sein Debüt bei der Mille Miglia, bei der er insgesamt neunmal am Start war. Bei seinem ersten Antreten wurde er Gesamtneunter. Das blieb sein bestes Ergebnis beim 1000-Meilen-Rennen. 1934 beendete er das Rennen gemeinsam mit Clifton Penn-Hughes im Werks-MG Magnette K3 als Elfter und 1938 im BMW 328 mit Max zu Schaumburg-Lippe als Zehnter.
In den Jahren 1935 und 1936 beteiligte er sich am Abessinienkrieg; dadurch wurde die Karriere für zwei Jahre unterbrochen. Vor dem Kriegseinsatz hatte er auf einem Maserati 4CS einige Erfolge bei Monopostorennen gefeiert. Der Wagen wurde 1935 verkauft. In den späten 1930er-Jahren bestritt er in erster Linie Bergrennen in Italien. 
Lurani war zweimal beim 24-Stunden-Rennen von Le Mans am Start. 1951 erreichte er mit Partner Giovanni Bracco den 12. Rang in der Gesamtwertung und einen Klassensieg. Das Rennen 1953, das nach einem Zündungsdefekt am Fiat 8V vorzeitig endete, war der letzte Renneinsatz seiner Fahrerkarriere.

## Scuderia Ambrosiana
Nach seiner Rückkehr aus dem Abessinienkrieg gründete er 1937 gemeinsam mit Luigi Villoresi, Franco Cortese und Eugenio Minetti einen Rennstall. Die Scuderia Ambrosiana, benannt nach Ambrosius von Mailand, war bis 1954 aktiv. Die Fahrzeuge wurden in blau-schwarzen Streifen lackiert, abgeleitet von den Trikots des Fußballclubs Inter Mailand.
Größter Erfolg war der Sieg von Franco Cortese im Frazer-Nash bei der Targa Florio 1951.

## Motorsportfunktionär
Nach dem Zweiten Weltkrieg war Lurani Funktionär der Fédération Internationale du Sport Automobile. Er war federführend bei der Einführung der GT-Klasse und der Formel Junior.

## Statistik

### Le-Mans-Ergebnisse
| Jahr | Team                | Fahrzeug              | Teamkollege       | Platzierung             | Ausfallgrund |
| ---- | ------------------- | --------------------- | ----------------- | ----------------------- | ------------ |
| 1951 | Scuderia Ambrosiana | Lancia Aurelia B20 GT | Giovanni Bracco   | Rang 12 und Klassensieg |              |
| 1953 | Ets. Fiat Degrada   | Fiat 8V               | Norbert-Jean Mahé | Ausfall                 | Zündung      |

### Einzelergebnisse in der Sportwagen-Weltmeisterschaft
| Saison | Team              | Rennwagen | 1   | 2   | 3   | 4   | 5   | 6   | 7   |
| ------ | ----------------- | --------- | --- | --- | --- | --- | --- | --- | --- |
| 1953   | Ets. Fiat Degrada | Fiat 8V   | SEB | MIM | LEM | SPA | NÜR | RTT | CAP |
| 1953   | Ets. Fiat Degrada | Fiat 8V   | DNF |     |     |     |     |     |     |